# Rhamphomyia daria
Rhamphomyia daria är en tvåvingeart som beskrevs av Walker 1849. Rhamphomyia daria ingår i släktet Rhamphomyia och familjen dansflugor. Inga underarter finns listade i Catalogue of Life.